# オレステイア
『オレステイア』（希: Ὀρέστεια, 英: Oresteia）は、古代ギリシアの悲劇作家アイスキュロスの書いた、トロイア戦争におけるギリシア側総大将アガメムノーン一族についての悲劇作品三部作。

## 概要
この呼称は作中に登場するアガメムノーンの息子オレステースにちなむ。
古代のギリシア悲劇は競作形式で、1日のうちに同じ入賞者による悲劇3本と悲喜劇（サテュロス劇）1本の計4本が併せて上演されたが、当初はその悲劇3本は連作の三部作形式をとっていた。その三部作が唯一完全な形で残されたのが、この『オレステイア』と呼ばれる三つの戯曲であり、
- 『アガメムノーン』
- 『供養する女たち』
- 『慈しみの女神たち』

の三つの悲劇から構成される。これにサテュロス劇『プローテウス』を加えた計4作が、紀元前458年のアテナイのディオニューソス祭にて上演された。
なお、少々解釈の違うところはあるが、このオレステイア三部作の前日譚として、トロイア戦争出陣前、王女イーピゲネイアが神の生贄にされるまでを描いたエウリピデースによる悲劇『アウリスのイーピゲネイア』、後日譚として、生きていたイーピゲネイアとオレステースの姉弟再会を描いた同じくエウリピデースの『タウリケーのイーピゲネイア』がある。

## 内容

### アガメムノーン
ミュケーナイのアガメムノーンの宮の屋上にてトロイア戦争における勝利を伝えるのろしを長年待っている物見男のうんざりした独白の中、のろしが上がるところから物語は始まる。土地の長老からなるコーラス隊が物語のここまでの経緯を説明した歌を歌ったのち、イーリオス（トロイア）を陥落させたギリシア軍総大将アガメムノーンが、10年ぶりにミュケーナイに凱旋帰国する。コーラス隊がギリシア側の勝利を寿ぐ歌を歌う中、アガメムノーンの妃クリュタイムネーストラー（ヘレネーの姉）が出迎え、二人は宮内に入るが、捕虜として連れられてきたトロイアの王女カッサンドラーは、この宮には復讐の女神（エリーニュス）がとりついており、アガメムノーン家には大きな不幸が起こると予言する。やがてカッサンドラーが自らの運命も受け入れると心に決め、宮内に飛び込むと、アガメムノーンの悲鳴が宮内より聞こえてくる。宮門が開かれると、刃物を持ったクリュタイムネーストラーの足元にアガメムノーンとカッサンドラーが血まみれで倒れている光景が広がる。トロイア戦争へ出征する際、アガメムノーンは娘イーピゲネイアを女神への生贄として捧げた。これを怨んだクリュタイムネーストラーは、同じくアガメムノーンに恨みを抱いているアイギストスと深い仲になり、共謀して夫アガメムノーン、そして捕虜たるその愛人カッサンドラーを殺害したのだった。コーラス隊は妃とその愛人を非難し、剣を構えて対峙するが、クリュタイムネーストラーは娘の仇をとったことは正義に基づくものであり、今後はアイギストスと自分がこの国のすべての支配者であるのだと宣言する。

### 供養する女たち
アガメムノーンの墓前に、アガメムノーンの息子オレステースが、親友で従兄弟のピュラデスを伴い、成人した証に切った髪の房を捧げるところから始まる。そこにオレステースの姉エーレクトラー（イーピゲネイアの妹）が宮に仕える女たちからなるコーラス隊を伴って登場。オレステースたちが隠れているあいだに、コーラス隊がアガメムノーンの悲劇を嘆く歌を歌ったあと、エーレクトラーが母に使用人同様に冷遇されていること、母への復讐、そして弟のオレステースの帰国を願っていることを語る。エーレクトラーが墓前に捧げられている髪の房に気づくと、オレステースが姿を現し、素性を明かす。オレステースは幼少時、父が殺害される前にミュケーナイから里子に出されていたので、エーレクトラーはすぐに信じないが、やがて髪の質と服とで弟であることを確信する。オレステースはアポローン神に導かれ父の仇をとるために帰って来たと告げ、姉から仇の相手を聞き知り、父の墓前で、母クリュタイムネーストラーと情夫のアイギストスへの復讐を誓う。
旅人に扮したオレステースは宮を訪ね、オレステースが既に死んだことをクリュタイムネーストラーに伝え、嘆き悲しむクリュタイムネーストラーに館に招き入れられる。オレステースはまずアイギストスを殺害する。旅人の正体がオレステースと知ったクリュタイムネーストラーは、かつて注いだ愛や、夫と別れて暮らす妻の孤独などを訴え命乞いをするが、オレステースは母を責め、これも殺害する。
オレステースはアポローンの命じた通り父の敵討ちという正義を果たしたことを（観客に）訴えるが、突然、恐ろしい怪物たち（復讐の女神たち（エリーニュス））が自分を襲ってくると言い出し、パニック状態となる。コーラス隊はオレステースに、デルポイのアポロンの信託所へ厄を落としに行けと言い、オレステースは復讐の女神たちから逃げるかのように退場する。

### 慈しみの女神たち
デルポイの巫女が神殿の前で、放浪の末にアポローンにすがってここに来たオレステースの眠っている姿を見て恐怖にかられるところから話が始まる。巫女が逃げるように退場すると、神殿の扉が開き、オレステースが復讐の女神たちからなるコーラス隊に囲まれて一緒に眠っている光景が現れる。アテーナイ（アテネ）に行って女神アテーナーの裁判を受けよというアポローンの指示により、ヘルメースがオレステースをその場から連れ出すが、オレステースがいなくなると、クリュタイムネーストラーの霊が現れ、復讐の女神たちを起こしてオレステースを追わせようとする。アポローンは復讐の女神たちをなだめるが彼女たちはまったく聞き入れず、オレステースを再度追いかけ出す。
復讐の女神たちはアテーナイのアクロポリスにある女神アテーナーの神殿でオレステースを捕まえてとり囲むと、復讐の歌を歌いながら踊り狂う。
やがてアテーナーが現れ、オレステースを弁護するアポローンと、オレステースを母親殺しとして告発する復讐の女神たちの間での裁判が始まる。陪審員の判決は、有罪・無罪が半々にわかれるが、裁判長のアテーナーがオレステースを支持したため、7対6でオレステースは無罪放免となる。若い神々がより古い神々である自分たちをないがしろにしたと復讐の女神たち（エリーニュス）は激昂するが、なだめられてアテーナイの慈しみの女神たち（エウメニデス）となるよう説得されると、この申し出を受け入れる。こうして、憎しみと復讐の連鎖はついに断ち切られ、アテーナーが守護するアテーナイの民主政治により、ギリシア世界に調和と安定がもたらされる。それは母権制と父権制の間の闘争として解釈し、アポローンとアテーナーによって代表される父権的な精神の法が最終的に勝利を納める。あるいは、母権制から父権制への発展を反映するとも言われている。

## 日本語訳
- 『ギリシア悲劇全集1　アイスキュロス』 岩波書店、1990年。橋本隆夫・久保正彰訳
- 『ギリシア悲劇Ⅰ　アイスキュロス』 ちくま文庫、1985年。呉茂一訳
  - 元版『世界古典文学全集8 アイスキュロス』 筑摩書房、1964年

## この戯曲に基づく作品・翻案

### 音楽
セルゲイ・タネーエフ
同名のオペラ。
ユーリー・アレクサンドロヴィチ・ファリク  (Yuri Falik) 
同名のバレエ音楽。
ダリウス・ミヨー
ポール・クローデルによる三部作の劇付随音楽（オペラとも）『アガメムノン』作品14、『コエフォール』作品24、『ウメニード（エウメニデス）』作品41
エルンスト・クルシェネク
オペラ『オレストの生涯』
ヤニス・クセナキス
同名の合唱曲
フラーヴィオ・テスティ
オペラ『オレステの怒り』
ハリソン・バートウィッスル
声楽曲『プロローグ』（『アガメムノーン』による）
ヴォルフガング・アマデウス・モーツァルト
オペラ・セリア『イドメネオ』（エーレクトラーを主要人物とする）
リヒャルト・シュトラウス
楽劇『エレクトラ』

### 戯曲
ユージン・オニール
戯曲『喪服の似合うエレクトラ』

### 舞踏・バレエ
マーサ・グレアム
舞踏劇『クライタムニーストラ』。

### 小説
ジョナサン・リテル
小説『慈しみの女神たち』。